# Angelo Bortolon
Angelo Bortolon (Castelfranco Veneto, 9 marzo 1934) è un ex calciatore italiano, di ruolo attaccante.
Tra il 1956 ed il 1959 ha partecipato a tre campionati di Serie B con la maglia della Sambenedettese.

## Palmarès
- Serie D: 1

Vis Pesaro: 1962-1963